# Schlatt am Randen
Schlatt am Randen ist ein Ortsteil der Gemeinde Hilzingen in Baden-Württemberg.

## Geographische Lage
Schlatt am Randen liegt an einem Nordhang des Hegau unmittelbar vor dem Gebirgszug Randen. Schlatt am Randen grenzt auf deutscher Seite im Norden an Büßlingen und Binningen sowie im Osten an Riedheim. Auf Schweizer Seite liegen die Ortschaften Bibern SH, Thayngen und Barzheim.

## Geschichte
Schlatt am Randen wird in einer Urkunde des Klosters Petershausen aus dem Jahr 983 erstmals erwähnt. Im Jahr 1579 kam Schlatt am Randen durch Heimfall in den Besitz der Herren zu Fürstenberg, die das Dorf im Jahr 1590 verschenkten, wodurch es letztlich im Besitz der Grafen von Tannenberg kam. Im Jahr 1749 kaufte Joseph Wilhelm Ernst zu Fürstenberg-Stühlingen das Dorf zugunsten des Fürstentums Fürstenberg zurück und blieb bis zum Jahr 1806 im Besitz des Dorfes. Anschließend kam Schlatt am Randen zu Württemberg, das das Gebiet im Jahr 1810 an Baden übergab.
Am 1. Juli 1971 wurde Schlatt am Randen in die Gemeinde Hilzingen eingemeindet.

## Wappen
Das Wappen von Schlatt am Randen wurde im Jahr 1902 genehmigt. Der Weinstock stammt noch aus den Gemeindesiegeln aus früherer Zeit, während der Wolkenbord dem Fürstenberger Wappen entstammt und an die frühere Zugehörigkeit des Ortes erinnert. Das Wappen wurde am 16. Juli 1960 durch Erlass des baden-württembergischen Innenministeriums korrigiert, um es den aktuellen heraldischen Gepflogenheiten anzupassen.

## Wirtschaft und Infrastruktur
Schlatt am Randen ist über untergeordnete Straßen mit der Bundesstraße 314 bzw. mit der Schweiz verbunden.